# Visible and Infrared Survey Telescope for Astronomy

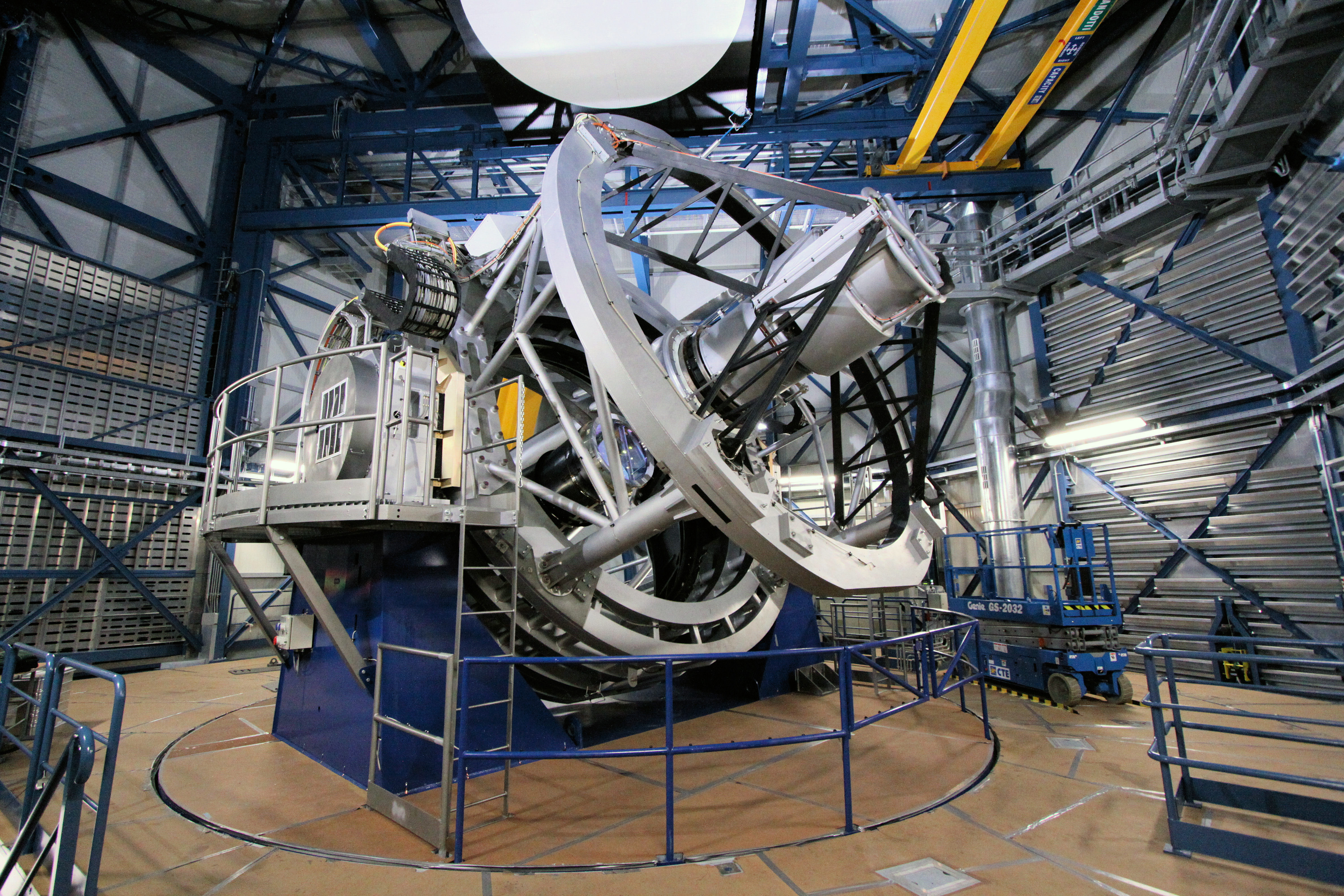
A VISTA

A VISTA (Visible and Infrared Survey Telescope for Astronomy, szó szerint „Látható és Infravörös Áttekintő Távcső a Csillagászathoz”; a vista szó jelentése ’látvány’) égboltfelmérési program és az ennek céljára épített, 4,1 méter átmérőjű, azimutális szerelésű Ritchey–Chrétien-elrendezésű csillagászati távcső. A Chilében, az Atacama-sivatag Cerro Paranal hegyén lévő Paranal Obszervatórium területén megépült távcső a rendszeres észleléseket 2009 decemberében kezdte meg. A távcső jelenlegi egyetlen érzékelője egy 16 CCD-ből álló, összesen 67 megapixeles infravörös kamera, melyet az észleléshez −200 °C-ra hűtenek. Az eredeti tervekben egy, a látható fényben is dolgozó érzékelő is benne volt, ehhez azonban egyelőre nem találtak anyagi forrást.

## Külső hivatkozások
- VISTA: Pioneering New Survey Telescope Starts Work (angol nyelven). ESO, 2009. december 11. (Hozzáférés: 2009. december 18.)